# أبان (كراسنويارسك كراي)
أبان (بالروسية: Абан) هي مدينة في مقاطعة كراسنويارسك كراي في روسيا.